# 拉贡-耶斯尼茨
拉贡-耶斯尼茨（德語：Raguhn-Jeßnitz，發音：[ʁaˈɡuːn ˈjɛsnɪts]）是德国萨克森-安哈尔特州安哈尔特-比特费尔德县的城市，面积97.13平方千米，2023年12月31日人口为8,782人。该市镇于2010年1月1日由市镇旧耶斯尼茨、耶斯尼茨、马克、拉贡、雷曹、希劳、图尔兰和托尔瑙福德海德合并而成。

## 友好城市
- 德国 博本海姆-罗克斯海姆
- 法國 舍维尼圣索沃尔